# 大島眞一
大島 眞一（おおしま しんいち、1958年9月11日 - ）は、日本の弁護士であり、元裁判官。神戸大学大学院法学研究科教授、奈良地方裁判所所長等を経て、大阪高等裁判所部総括判事。

## 人物・経歴
兵庫県尼崎市出身。神戸大学法学部在学中の1983年に旧司法試験合格。1984年に大学を卒業し、司法修習生となる。1986年裁判官任官。大阪地方裁判所判事補、函館地方裁判所判事補、最高裁判所事務総局家庭局付、郵政省電気通信局業務課課長補佐（検事）、京都地方裁判所判事、神戸地方裁判所尼崎支部判事、大阪地方裁判所判事、大阪高等裁判所判事、神戸大学大学院法学研究科教授、大阪地方裁判所部総括判事、京都地方裁判所部総括判事、大阪家庭裁判所部総括判事等を経て、2017年徳島地方裁判所所長、徳島家庭裁判所所長。2018年奈良地方裁判所所長、奈良家庭裁判所所長。2020年大阪高等裁判所部総括判事。2023年9月11日をもって定年退官。2023年11月弁護士登録（協和綜合法律事務所入所）。

## 裁判
- 大淀病院事件で、救急医療体制に鑑み、遺族の請求を棄却した[1][9]。

## 著書
- 『民事裁判実務の基礎 : 訴訟物・要件事実・事実認定 : 完全講義』民事法研究会 2009年
- 『民事裁判実務の基礎 : 完全講義（上・下）』民事法研究会 2013年
- 『完全講義民事裁判実務の基礎 発展編』民事法研究会 2016年
- 「重度後遺障害事案における将来の介護費用―一時金賠償から定期金賠償へ」判例タイムズ1169号73頁（2005）
- 「交通損害賠償訴訟における虚構性と精緻性」判例タイムズ1197号27頁（2006）
- 「ライプニッツ方式とホフマン方式」判例タイムズ1228号53頁（2007）
- 「交通事故における損害賠償の算定基準をめぐる問題―算定基準の意義と限界」ジュリスト1403号10頁（2010）
- 『ロースクール修了生20人の物語』（民事法研究会、2011）
- 『完全講義 民事裁判実務の基礎〔第2版〕（下巻）』（民事法研究会、2013）
- 『Ｑ＆Ａ医療訴訟』（判例タイムズ社、2015）
- 『新版 完全講義 民事裁判実務の基礎［発展編］―要件事実・事実認定・演習問題―』（民事法研究会、2016）
- 『司法試験トップ合格者らが伝えておきたい勉強法と体験記』（新日本法規出版、2018）
- 『新版 完全講義 民事裁判実務の基礎［入門編］〔第2版〕―要件事実・事実認定・法曹倫理・保全執行―』（民事法研究会、2018）
- 『完全講義 民事裁判実務の基礎〔第3版〕（上巻）』（民事法研究会、2019）
- 『交通事故事件の実務―裁判官の視点―』著（新日本法規出版、2020年）
- 『続完全講義民事裁判実務の基礎―要件事実・事実認定・演習問題―』著（民事法研究会、2021年）
- 『完全講義法律実務基礎科目［民事］―司法試験予備試験過去問解説・参考答案―』著（民事法研究会、2021年）
- 『民法総則の基礎がため』著（新日本法規出版、2022年）
- 『完全講義民事裁判実務［基礎編］』（民事法研究会、2023）
- 『物権・担保物権の基礎がため』（新日本法規出版、2023）
- 「統計数値からみた民事裁判の概観」法律のひろば76巻５号53頁（2023）
- 「判決書の作成過程を考える」判例タイムズ1511号37頁（2023）
- 『民法総則－基礎から司法試験合格まで (最短習得民法シリーズ 1)』弘文堂（2025）